# Хошутское ханство
Хошутское ханство (кит. упр. 和硕特汗国) — ойратское государственное образование, существовавшее в XVII—XVIII веках на территориях современных китайских провинциях Цинхай и Тибетский автономный район.

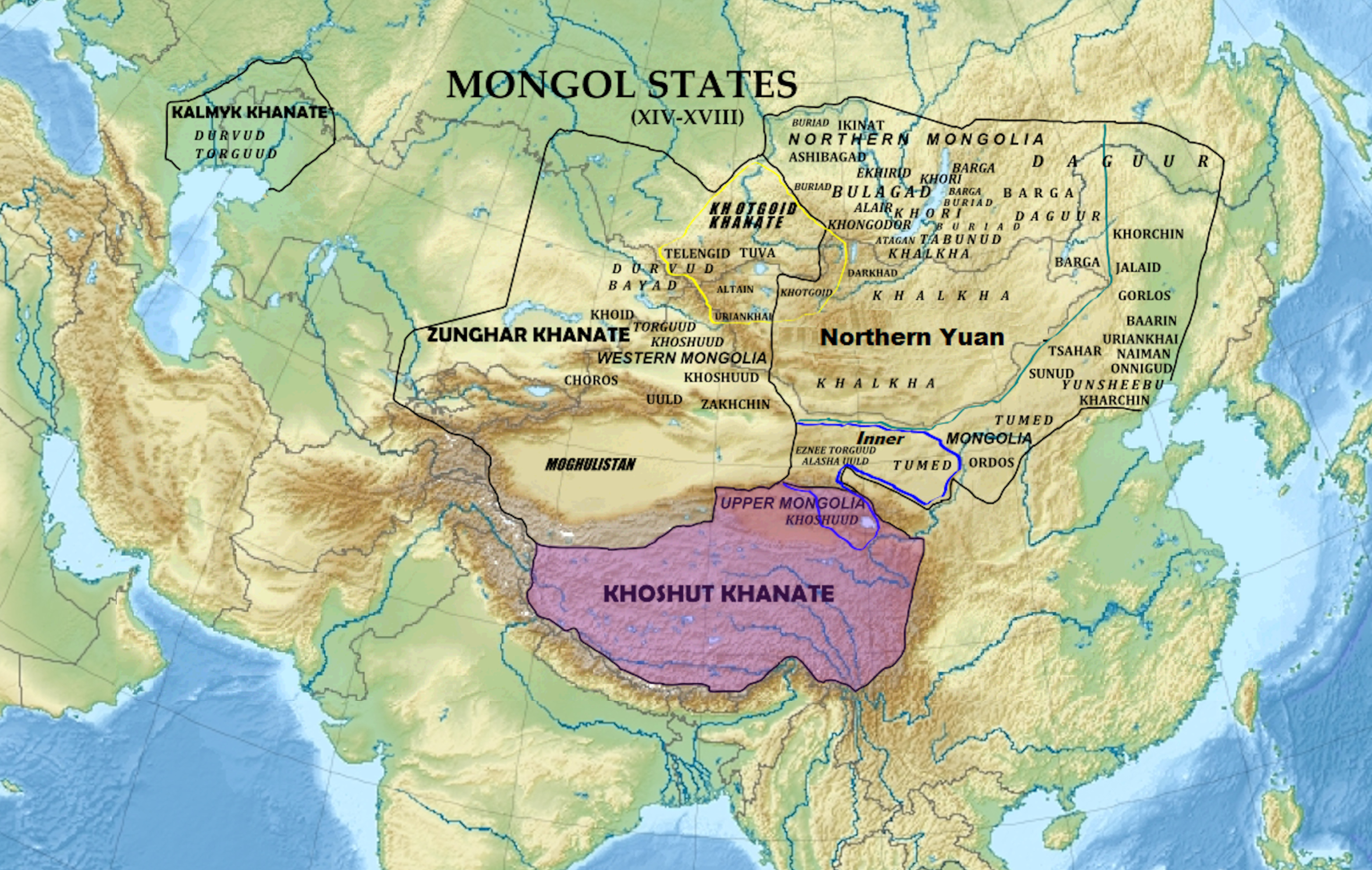
Монгольские государства в XVII веке: Монгольский каганат, Джунгарское ханство, Хошутское ханство, Хотогойтское ханство, Калмыцкое ханство и Могулистан

## История
В начале XVII века в Тибете шла религиозная война между различными группировками. К 1630-м годам положение «желтошапочной» школы Гелугпа резко ухудшилось, и в 1637 году Далай-лама V и Панчен-лама IV приняли решение тайно снарядить и отправить послов к князьям дурбэн-ойратов (Четырёх Ойратов) за помощью. Ойратские князья радушно приняли у себя посланца Далай-ламы и после обсуждения просьбы о помощи буддийских иерархов на своем съезде — чуулгане постановили отправить в Тибет объединённое войско всех дурбэн-ойратов. Командование войском принял на себя хошутский князь Туру-Байху.
В районе озера Кукунор ойратское войско в кровопролитном сражении разгромило 30-тысячное войско союзника «красношапочной» школы Кагью, крупного восточномонгольского феодала Цогто-тайджи. После этого в район озера Кукунор переселилась основная масса хошутов, и здесь возникло Хошутское ханство. В 1638 году Гуши-хан совершил личное паломничество к Далай-ламе, и тот наделил его титулом «Данзин-Чогьял» («Царь законов и опора религии») или «Тензин Чокьи Гьялпо» («Хранитель Учения, Царь Дхармы»).
В течение следующих трёх лет ойратские войска нанесли поражение отрядам противников Далай-ламы из лагеря «красношапочной» школы и их светских союзников. После этого Гуши-хан установив свою власть над всеми районами Тибета и занял «высокий трон тибетских царей». Однако, опасаясь выступления тибетцев против чужеземных правителей, он в 1642 году передал верховную власть над всем Тибетом Далай-ламе. В ответ Гуши-хан и его потомки были провозглашены наследственными правителями Тибета с сохранением ими своего контроля над землями в Кукуноре. Таким образом, Хошутское ханство стало военно-политическим контролёром Тибета.

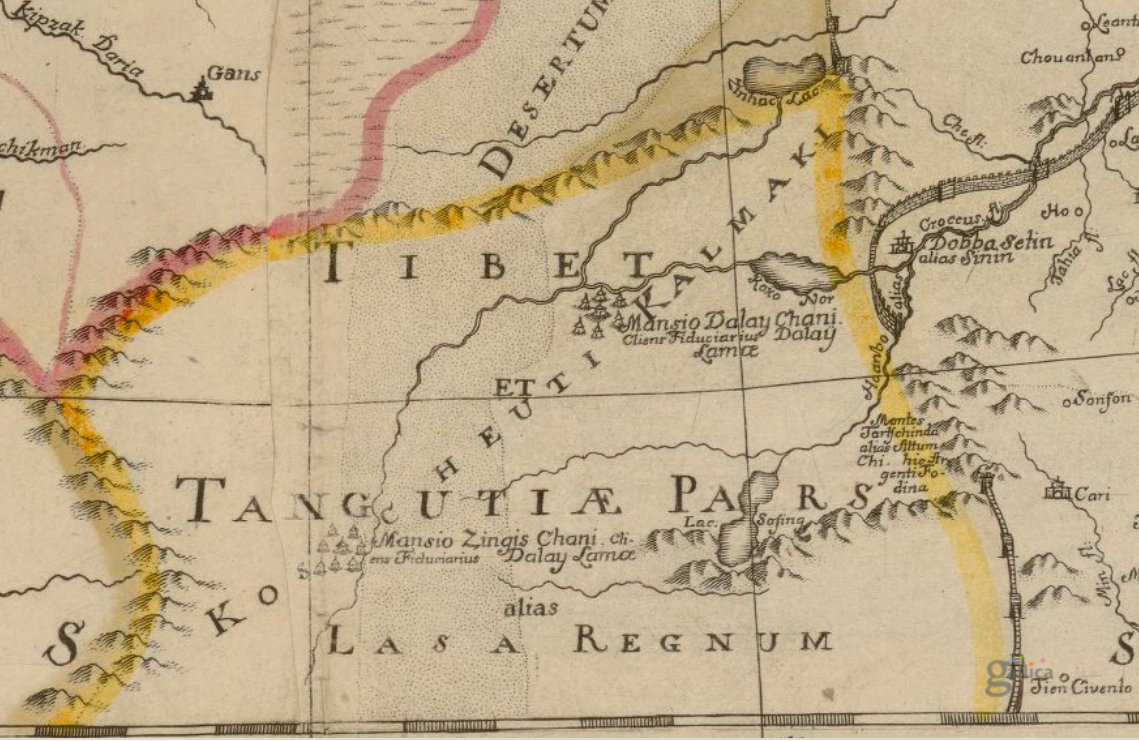
Фрагмент карты «Nova Descriptio Geographica Tattariae Magna». Филипп Иоганн фон Страленберг, 1730 год

В это время происходило маньчжурское завоевание Китая. Правители империи Цин ещё в 1640 году прислали приглашение далай-ламе и хошутскому хану приехать в Мукден (тибетское посольство достигло Мукдена в 1642 году), а после захвата маньчжурами Пекина повторное приглашение далай-ламе было прислано уже оттуда. Далай-лама прибыл в Китай в 1652 году, и весной 1653 года отбыл на родину, будучи утверждён на своём престоле императорским указом. Империя Цин признала особые отношения Тибета с Халхой, Джунгарией и Хошутским ханством.
Светские власти Тибета и монголов настороженно и негативно относились к усилению империи Цин и углублению в связи с этим её контактов с ламаистским духовенством (так, тибетская светская гражданская власть, возглавляемая регентом Сангье Гьяцо, поддержала антицинское движение У Саньгуя в южном Китае).
Прямым конкурентом империи Цин стало Джунгарское ханство, и недовольные цинской политикой силы в Тибете стали искать его поддержки. Воспользовавшись внутренними неурядицами в Тибете, Цэван Рабдан в 1717 году захватил Тибет и Хошутское ханство. В 1720 году цинские войска выбили ойратов из Тибета и поставили там у власти своих сторонников.
Лобсанг Тенджин хотел, чтобы Цинская империя признала его новым правителем Тибета, однако цинские власти предпочли вообще ликвидировать старую систему управления, расставив везде своих администраторов. Тогда Лобсанг Тенджин в 1723 году поднял кукунорских хошутов на восстание. В 1724 году оно было подавлено, и в 1725 году Цинская империя аннексировала территорию бывшего Хошутского ханства, образовав там Сининскую управу.

## Правители Хошутского ханства
- Гуши-хан (1642—1655)
- Даян-Очир-хан (1655—1668) и Даши-Батур (1655—16??)
- Тендзин-Далай-хан (Гончигдалай-хан, Пунцуг-Далай-хан; 1668/1671—1701)
- Ванчжар-хан (Данджин-Ванчжар, Ванчжил, Вангьял; 1701—1703)
- Лхавзан-хан (Лхавсан, Лхасанг; 1703—1717)